# Les Écailles du ciel
Les Écailles du ciel est un roman de guinéen Tierno Monénembo,,. Paru en 1986 aux éditions du Seuil, l’œuvre reçoit le grand prix littéraire d’Afrique noire la même année (1986).

## Résumé
Tierno Monénembo retrace ici le parcours d'un jeune Sierra-léonais et les liens de celui-ci avec l'évolution politique de son pays. En effet, celui-ci passe notamment du statut de boy d'une famille européenne à celui de militant pour le parti de l'indépendance avant de participer à la dictature.

## Analyse
Dans ce roman, Tierno Monénembo « parvient à négocier avec l’indicible, à voler la parole au silence qui aurait dû être la réponse attendue face à l’abjection que suscite la perversion des valeurs normatives ».